# 椒房殿
椒房殿，西汉时未央宫中的宫殿。
西汉时，椒房殿是皇后住所。《太平御览·卷一百八十五》，引《汉官仪》称：「皇后称椒房，以椒涂室，主温暖除恶气也。」汉哀帝时，将董昭仪所住宫殿改名为椒风殿，以与椒房相对。其后，椒房逐渐演变成皇后代称。北魏时，曾用作妃嫔的位号。
李善注引《三辅黄图》称长乐宫有椒房殿，与今本作未央宫有椒房殿不同。